# 奥斯滕
奥斯滕是德国下萨克森州的一个市镇。总面积48.00平方公里，总人口1922人，其中男性951人，女性971人（2011年12月31日），人口密度40人/平方公里。